# التهاب القولون التقرحي
التهاب القولون التقرحي أو اختصارًا القولون التقرحي، هوَ نوع من أنواع أمراض الأمعاء الالتهابية، وهوَ مرض مزمن يتميز بالتهاب متواصل للطبقة السطحية (المخاطية، تحت المخاطية) من الغشاء المخاطي للقولون والمستقيم مع تشكل تقرحات في هذه الطبقة.
العَرَض الأساسي للمرض النشط هو ألم البطن والإسهال المختلط بالدم، كما يمكن أن يحدث فقدان الوزن، والحمى، وفقر الدم. وفي كثير من الأحيان، تظهر الأعراض ببطء، ويمكن أن تتراوح من خفيفة إلى شديدة. وعادة ما تحدث الأعراض بشكل متقطع مع فترات من عدم وجود أعراض بين فترات توهجها. وقد تشمل المضاعفات تضخم القولون، والتهاب العين أو المفاصل أو الكبد، وسرطان القولون.
سبب التهاب القولون التقرحي غير معروف، وتتضمن النظريات الاختلال الوظيفي في جهاز المناعة، والعوامل الوراثية، والتغيرات في بكتيريا الأمعاء الطبيعية، والعوامل البيئية. وتميل المعدلات إلى أن تكون أعلى في العالم المتقدم مع اقتراح البعض أن يكون ذلك نتيجة لقلة التعرض للالتهابات المعوية، أو النظام الغذائي الغربي وأسلوب الحياة. وقد تكون إزالة الزائدة الدودية في عمر مبكر وقائية. ويكون التشخيص عادة عن طريق فحص القولون بالمنظار مع خزعات الأنسجة. وهو نوع من داء الأمعاء الالتهابي (IBD) جنبا إلى جنب مع داء كرون والتهاب القولون المجهري.
قد تحسن التغيرات الغذائية من الأعراض، مثل الحفاظ على نظام غذائي عالي السعرات الحرارية أو نظام غذائي خالٍ من اللاكتوز. وتستخدم العديد من الأدوية لعلاج الأعراض وتحقيق المعافاة والحفاظ عليها، بما في ذلك أمينوساليسيلات مثل ميسالازين أو سلفاسالازين، والستيرويدات، ومثبطات المناعة مثل الآزاثيوبرين، والعلاج البيولوجي. وقد يكون استئصال القولون عن طريق الجراحة ضروريًا إذا كان المرض شديدًا، أو لا يستجيب للعلاج، أو إذا ظهرت مضاعفات، مثل سرطان القولون، كما يمكن أن يكون استئصال القولون والمستقيم علاج للمرض.
أُصيب حوالي 11.2 مليون شخص بالتهاب القولون التقرحي في عام 2015 جنبا إلى جنب مع داء كرون. ويحدث 1 إلى 20 حالة حديثة من كل 100,000 شخص كل عام، ويتأثر من 5 إلى 500 من كل 100,000 شخص. ويكون المرض أكثر شيوعًا في أمريكا الشمالية وأوروبا مقارنة بالمناطق الأخرى، وغالبًا ما يبدأ في الأشخاص الذين تتراوح أعمارهم بين 15 إلى 30 عامًا، أو بين من تجاوزوا الستين عامًا. ويبدو أن الذكور والإناث يتأثرون بنسب متساوية، كما أصبح أكثر شيوعًا منذ الخمسينيات. ويؤثر التهاب القولون التقرحي وداء كرون معا على ما يقرب من مليون شخص في الولايات المتحدة، ومع العلاج المناسب، فإن خطر الموت بسبب التهاب القولون التقرحي يكون مماثل لخطر الموت بين عموم السكان. وحدث أول وصف لالتهاب القولون التقرحي في الخمسينيات.

## أسبابه
أسباب المرض غير معروفة، ولكن يعتقد الأطباء أن الجهاز المناعيّ يستجيب لتأثير فيروسي أو جرثومي معين يؤدي إلى التهاب جدار القولون، وحين يهاجم الجهاز المناعي جدار الأمعاء فإنه يمكن أن يسبب فيه التهابًا وتورمًا وتلفًا وتقيحًا.
وتشير النظريات إلى تدخل أكثر من عامل في تكوين المرض، مثل:

### العوامل الوراثية
- يمكن افتراض أن العامل الجيني سببا في التهاب القولون التقرحي اعتمادا على ما يلي:[9]
- وجود تاريخ مرضي للمرض في العائلات.
- يحدث في التوائم المتطابقة بمعدل 10%، والتوائم ثنائية الزيجوت بمعدل 3%.[10]
- الاختلاف الإثيني في الحدوث.
- العلامات والارتباطات الجينية.

ووُجِد أن الصبغيات 16 و 12 و 6 و 14 و 5 و 19 و 1 و 3 لها علاقة مباشرة مع المرض، كما وجد أن المرض يكثر بين أفراد العائلات المصابة بأمراض المناعة الذاتية.

### العوامل البيئية
- النظام الغذائي: وجد أن العادات الغذائية تؤثر باحتمالية حدوث المرض، وقد حققت دراسات قليلة في مثل هذه العلاقة، وأظهرت دراسة ما عدم وجود ارتباط بين السكر المكرر وانتشار التهاب القولون التقرحي،[12] ووجد أن الغذاء الغني بالألياف له صفة واقية من المرض، بينما قد يزيد تناول الدهون غير المشبعة وفيتامين ب6 بكميات كبيرة من خطر الإصابة بالتهاب القولون التقرحي،[13] وتشمل العوامل الغذائية الأخرى التي قد تؤثر على تطور و/أو انتكاسة المرض بروتين اللحوم والمشروبات الكحولية،[14][15] كما تم التحقق من أن الكبريت متورط في مسببات التهاب القولون التقرحي، ولكن ذلك أمر مثير للجدل،[16] وترتبط نظرية الكبريت كعامل مسبب للمرض بالميكروبات الموجودة في الأمعاء وإزالة السموم من الكبريتيد المخاطي بالإضافة إلى النظام الغذائي.[17][18][19]
- الرضاعة الطبيعية: تتعارض بعض التقارير عن حماية الرضاعة الطبيعية من تطور مرض الأمعاء الالتهابي مع بعضها البعض، وأظهرت دراسة إيطالية وجود تأثير وقائي محتمل.[20]
- وجدت دراسة ما على الآيزوتريتينوين زيادة صغيرة في معدل التهاب القولون التقرحي.[21]

### مرض مناعي ذاتي
التهاب القولون التقرحي هو أحد أمراض المناعة الذاتية التي تتميز بالخلايا التائية التي تنتشر إلى القولون. وعلى النقيض من داء كرون، الذي يمكن أن يؤثر على مناطق من الجهاز الهضمي خارج القولون، فإن التهاب القولون التقرحي عادة ما يتضمن المستقيم ويقتصر على القولون، مع تورط اللفائفي في بعض الأحيان.

### نظريات بديلة
تميل مستويات البكتيريا المختزلة للكبريت إلى أن تكون أعلى لدى الأشخاص المصابين بالتهاب القولون التقرحي، مما قد يشير إلى وجود مستويات أعلى من كبريتيد الهيدروجين في الأمعاء. وتقترح نظرية بديلة أن أعراض المرض قد تكون ناجمة عن التأثيرات السامة لكبريتيد الهيدروجين على الخلايا المبطنة للأمعاء.

#### عوامل الخطر
|         | مرض كرون                      | التهاب القولون التقرحي       |
| ------- | ----------------------------- | ---------------------------- |
| التدخين | تزيد نسبة الإصابة في المدخنين | تقل نسبة الإصابة في المدخنين |
| العمر   | بين 15 و 30                   | بين 15 و 25                  |

## الأعراض والعلامات

### الجهاز الهضمي
يعتمد العرض السريري لالتهاب القولون التقرحي على مدى انتشار المرض. وعادة ما يعاني المرضى المصابين من:
- الإسهال المزمن: إسهال ممزوج بالدم والمخاط ذو بداية تدريجية، ويستمر لفترة طويلة (أسابيع)، ويعتبر أكثر أعراضه شيوعاً
- النزف من المستقيم.
- يؤدي الالتهاب الناجم عن المرض إلى جانب النزيف المزمن من الجهاز الهضمي إلى زيادة معدلات فقر الدم.
- قد يصاحب المرض درجات مختلفة من آلام البطن، تتراوح من الانزعاج البسيط إلى حركات الأمعاء المؤلمة أو التشنج البطني المؤلم مع حركات الأمعاء.
- التعب والإرهاق الجسدي والنفسي.
- فقدان الوزن
- فقدان الشهية

يرتبط التهاب القولون التقرحي بعملية التهابية عامة يمكن أن تؤثر على أجزاء كثيرة من الجسم. وفي بعض الأحيان، تكون هذه الأعراض المصاحبة للأمراض المعوية هي العلامات الأولية للمرض، مثل بالتهاب المفاصل المؤلم في المراهقين، والذي يمكن رؤيته أيضًا عند البالغين، ومع ذلك قد لا يتم تشخيص التهاب القولون التقرحي حتى ظهور الأعراض المعوية.

### خارج الجهاز الهضمي

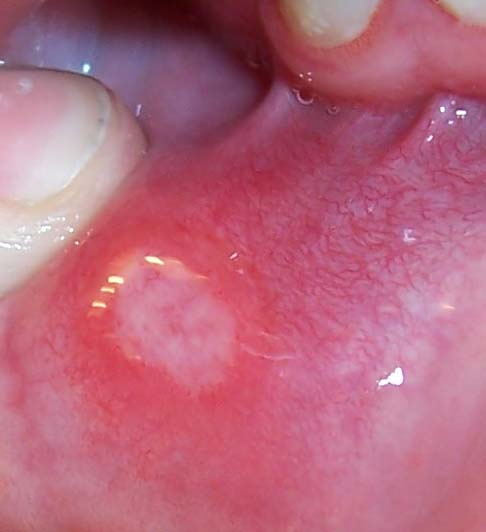
المرضى الذين يعانون من التهاب القولون التقرحي يمكن أن يكون لديهم أحيانًا قرح قلاعية فموية تشمل اللسان والشفتين والحنك والبلعوم

يُعتقد أن التهاب القولون التقرحي له أصل نظامي (أي المناعة الذاتية)، وقد يُظهِر المرضى أمراض مصاحبة تؤدي إلى أعراض ومضاعفات خارج القولون، وقد تم الإبلاغ عن تكرار مثل هذه المظاهر الخارجية بنسبة تتراوح بين 6 و 47 في المئة، وتشمل ما يلي:
- التهاب الفم القلاعي
- العين:
  - التهاب العنبية
  - التهاب ظاهر الصلبة
- الهيكل العظمي والعضلات:
  - التهاب المفاصل السلبي المصل، الذي قد يصيب مفصل واحد كبير أو اثنين، أو يصيب المفاصل الصغيرة في اليد والقدم
  - التهاب الفقار القسطي (التهاب العمود الفقري)
  - التهاب المفصل العجزي الحرقفي
- الجلد:
  - الحمامى العقدية
  - تقيح الجلد الغنغريني
- خثار وريدي عميق
- انصمام رئوي
- فقر الدم الانحلالي بالمناعة الذاتية
- تعجر الأصابع، وهو تشوه في نهايات الأصابع
- التهاب الأوعية الصفراوية المصلب الابتدائي، وهو مرض يسبب التهاب في القنوات الصفراوية

|                    | مرض كرون                 | التهاب لأمعاء التقرحي |
| ------------------ | ------------------------ | --------------------- |
| التغوط             | إسهال دهني أشبه بالعصيدة | مخاطي مصحوبا مع الدم  |
| الزحير             | أقل شيوعا                | أكثر شيوعا            |
| ارتفاع حرارة الجسم | اقل شيوعا                | أكثر شيوعا            |
| الناسور            | غالبا                    | نادرا                 |
| فقدان الوزن        | غالبا                    | نادرا                 |

## التشخيص

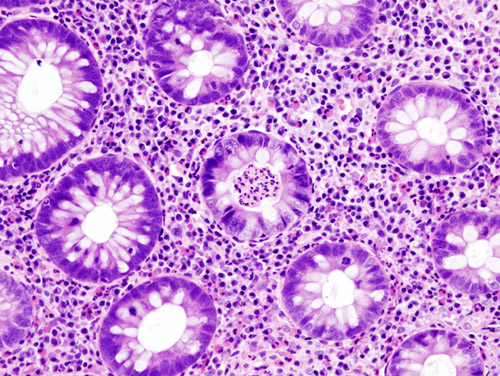
صبغة الهيماتوكسيلين والأيوزين لمريض القولون التقرحي

للوصول إلى التشخيص الصحيح، يحتاج المريض إلى فحص سريري شامل وإلى إجراء سلسلة من الفحوص الطبية تشتمل على:
- اختبارات الدم التي قد توضح وجود نقص في تعداد خلايا الدم الحمراء، أي فقر الدم أو الأنيميا، مما يشير إلى حدوث نزيف من القولون. كما يمكن أن تكشف اختبارات الدم عن زيادة في عدد الكريات البيضاء، وهذا ما يشير إلى وجود التهاب، وزيادة عدد الصفيحات في بعض الأحيان.
- فحص عينة من البراز، وعمل مزرعة براز التي قد تكشف عن وجود نزف أو عدوى في القولون؛ من أجل استبعاد التهاب القولون الجرثومي.
- دراسة الكهارل واختبارات وظائف الكلى، حيث أن الإسهال المزمن قد يسبب نقص بوتاسيوم الدم ونقص مغنيسيوم الدم.
- اختبارات وظائف الكبد للكشف عن إصابة القنوات الصفراوية (التهاب الأوعية الصفراوية المصلب الابتدائي).
- تحليل البول.
- الأشعة السينية.
- قياس معدل ترسيب كرات الدم الحمراء، ويشير ارتفاع معدل الترسيب إلى وجود عملية التهابية.
- قياس البروتين المتفاعل-C، وارتفاعه يشير إلى وجود التهاب.
- تنظير القولون السيني، وهو نوع من التنظير يمكن أن يكتشف وجود القرح في الأمعاء الغليظة بعد حقنة شرجية.

وعلى الرغم من أن التهاب القولون التقرحي هو مرض سببه غير معروف، إلا أنه يجب إجراء تحقيقات حول العوامل غير الاعتيادية التي يعتقد أنها تسبب المرض.
وتم إنشاء مؤشر نشاط التهاب القولون السريري البسيط في عام 1998، حيث يستخدم لتقييم شدة الأعراض.

### التنظير الداخلي

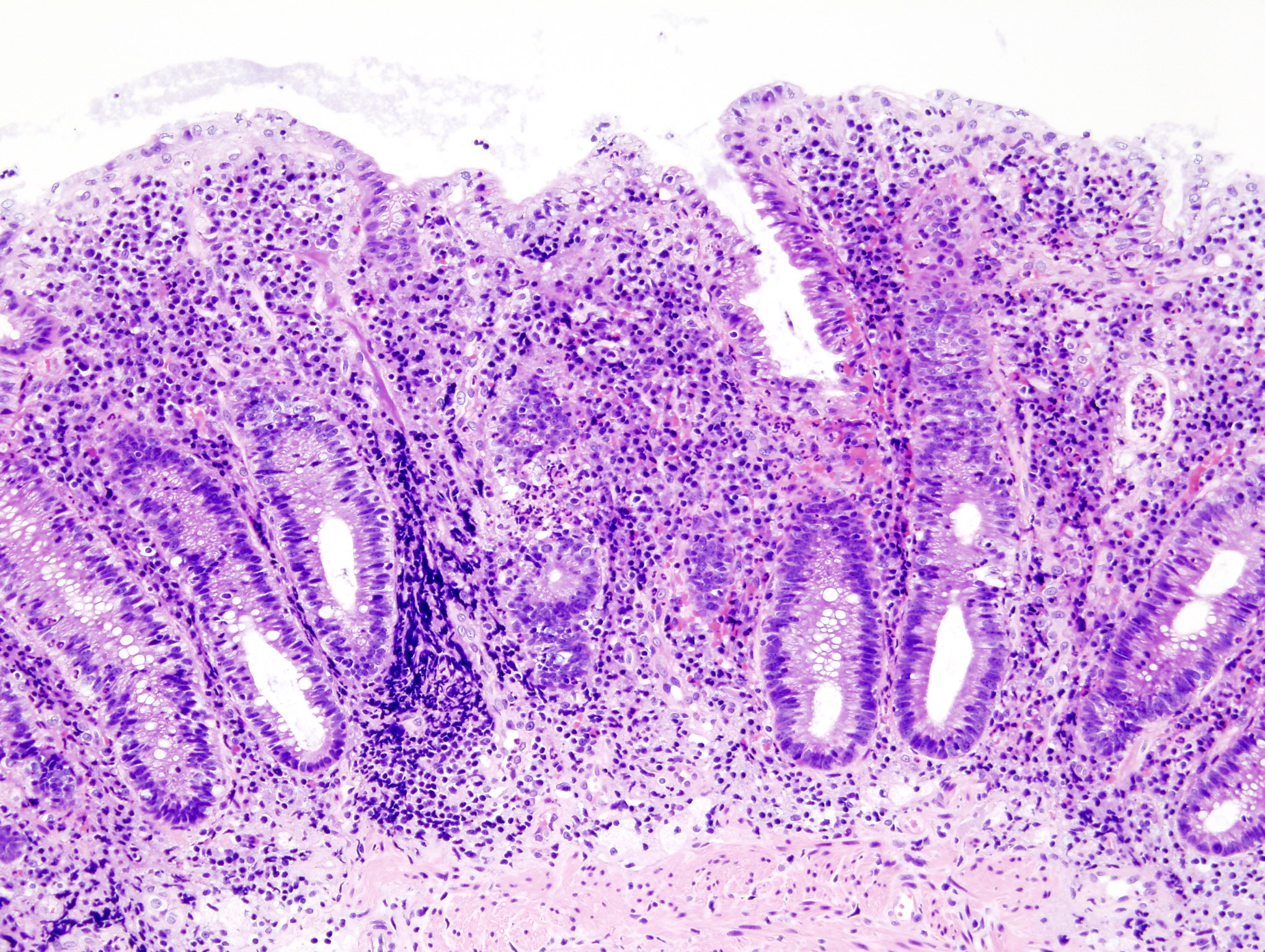
عينة خزعة توضح ارتشاح اللمفاويات ملحوظ (الأزرق/ الأرجواني) بالغشاء المخاطي المعوي وتشوه الخبايا.

الأفضل في التشخيص هوَ رؤية ما يحدث داخل القولون عن طريق تنظير للقولون، أي إدخال المنظار عبر فتحة الشَرْج لرؤية بطانة الأمعاء الغليظة (القولون). والمنظار هوَ أنبوب طويل مرن مزود بضوء ومتصل بجهاز كمبيوتر وشاشة تلفزيون. ومن خلاله يرى الطبيب أي التهاب أو نزف، يجوز للطبيب أن يحد من نطاق الاختبار إذا واجه التهاب القولون الحاد؛ لتقليل خطر انثقاب القولون. وتتضمن نتائج التنظير الداخلي في التهاب القولون التقرحي ما يلي:
- فقدان مظهر الأوعية الدموية في القولون
- الحمامى (أو احمرار الغشاء المخاطي) وهشاشته
- تقرح سطحي، والذي قد يكون متكدس
- زوائد كاذبة

عادة ما يكون التهاب القولون التقرحي مستمرا من المستقيم مع إصابة المستقيم بشكل شبه كامل، بينما وجود المرض حول فتحة الشرج أمر نادر الحدوث. وتتراوح درجة التدخل بالتنظير الداخلي من التهاب المستقيم، إلى التهاب القولون من الجانب الأيسر، إلى التهاب البنكرياس، وهو التهاب يشمل القولون الصاعد.

### فحص الأنسجة
يتم أخذ خزعات الغشاء المخاطي للتشخيص بشكل نهائي وتمييزه عن داء كرون، الذي تتم إدارته بشكل مختلف سريريًا. وتؤخذ العينات الميكروبيولوجية في وقت التنظير الداخلي. يتضمن المرض في التهاب القولون التقرحي عادةً تشوه بنية الخبايا والتهابها، وتكون خراجات، مع وجود نزف أو خلايا التهابية في الصفيحة المخصوصة. وفي الحالات التي تكون فيها الصورة السريرية غير واضحة، غالبا ما يلعب تحليل الأنسجة وشكلها دورًا محوريًا في تحديد التشخيص وبالتالي العلاج. وعلى النقيض من ذلك، قد يكون تحليل الخزعة غير محدد، وبالتالي فإن التقدم السريري للمرض يجب أن يحدد علاجه.

### التشخيص التفريقي

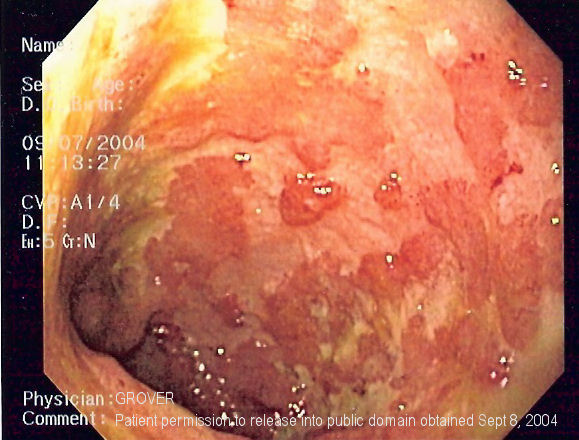
صورة بالمنظار من التهاب القولون التقرحي التي تؤثر على الجانب الأيسر من القولون. تظهر الصورة تقرح سطحي متموج مع فقدان بنية الغشاء المخاطي. قد يكون داء كرون مشابها في المظه ، وهي حقيقة يمكن أن تجعل التشخيص التهاب القولون التقرحي تحديًا.

من الأمراض التي قد يكون لها أعراض متشابهة مع الالتهاب القولوني التقرحي:
- داء كرون
- التهاب القولون العدوائي
- التهاب القولون الإقفاري
- التهاب القولون بسبب الإشعاع
- التهاب القولون بسبب العلاج الكيميائي
- الخباثة

|                                      | كرون                                                              | التهاب الأمعاء التقرحي                                 |
| ------------------------------------ | ----------------------------------------------------------------- | ------------------------------------------------------ |
| إصابة الجزء الأخير من المعي اللفائفي | شائع                                                              | نادرا                                                  |
| إصابة القولون                        | أحيانا                                                            | دائما                                                  |
| إصابة المستقيم                       | نادرا                                                             | أحيانا                                                 |
| إصابة منطقة حول الشرج                | شائع                                                              | نادرا                                                  |
| إصابة القناة الصفراوية               | لا يوجد زيادة في نسبة حدوث التهاب الأقنية الصفراوية المصلب الأولي | نسبة حدوث أعلى                                         |
| توزع المرض                           | مناطق التهابية تظهر كالرقع (آفات انتقالية)                        | مناطق التهابية مستمرة                                  |
| التنظير الداخلي                      | قرحة عميقة وساعية (مثل الأفعى)                                    | تقرح مستمر                                             |
| عمق الالتهاب                         | كامل الجدار، عميق يصل للأنسجة                                     | سطحي، يصل للطبقة المخاطية                              |
| تضيق                                 | شائع                                                              | نادر                                                   |
| ظهور روم حبيبي في الخزعة             | ممكن رؤية ورم حبيبي غير ناخر ولا يصيب خبايا الأمعاء               | الورح الحبيبي الذي لا يصيب خبايا الأمعاء لا يمكن رؤيته |

## العلاج
يعتمد العلاج الرئيسي لالتهاب القولون التقرحي على مدى انتشاره وشدة المرض، والهدف هو إحداث تقليص للمرض في البداية بالأدوية عن طريق تخفيف الأعراض ومعافاة الغشاء المخاطي لبطانة القولون، يليه استخدام أدوية لمنع الانتكاس والمضاعفات، ويتطلب التهاب القولون التقرحي الحاد الشديد دخول المستشفى، واستبعاد العدوى، واستخدام الكورتيكوستيرويدات.
وللمراحل الحادة من المرض، يمكن التوصية بنظام غذائي منخفض الألياف.

### العلاج الدوائي
يمكن علاج التهاب القولون التقرحي بعدد من الأدوية، بما في ذلك عقاقير حمض 5-الأمينوساليسليك (5-ASA) مثل السلفاسالازين والميسالازين. ويمكن أيضًا استخدام الكورتيزون، مثل بريدنيزون بسبب خصائصها المثبطة للمناعة وقدرتها قصيرة المدى على المعافاة، ولكن نظرًا لأن مخاطرها تفوق منافعها، فإنها لا تستخدم على المدى الطويل في العلاج. ولا تعطى الأدوية المثبطة للمناعة، مثل الآزاثيوبرين والمواد البيولوجية، مثل إنفليكسيماب وأداليموماب إلا إذا كان المرضى لا يتحسنون مع 5-ASA والكورتيكوستيرويدات. ويقل استخدام هذه العلاجات بسبب عوامل الخطر المحتملة، بما في ذلك على سبيل المثال لا الحصر زيادة خطر الإصابة بالسرطان لدى المراهقين والبالغين، والسل، وفشل القلب (هذه الآثار الجانبية نادرة). وتمت الموافقة على صياغة بيوديسونيد من قِبَل إدارة الغذاء والدواء لعلاج التهاب القولون التقرحي النشط في يناير 2013، بينما لا تُظهِر الأدلة على الميثوتركسيت فائدة في شفاء الأشخاص المصابين بالتهاب القولون التقرحي. وقد أظهرت بعض الاستخدامات غير المعلنة لبعض العقاقير، مثل السيكلوسبورين والتاكروليمس بعض الفوائد. وقد أظهر فيكسوفينادين، وهو عقار مضاد للهيستامين يستخدم في علاج الحساسية، نتائج واعدة في العلاج في بعض الدراسات، حيث أن انخفاض امتصاص الجهاز الهضمي للفيكسوفينادين يؤدي إلى زيادة تركيزه في موقع الالتهاب. وهكذا، فإن الدواء قد يقلل من إفراز الهيستامين محليا من قبل الخلايا البدينة المعوية المعنية، وتخفيف الالتهاب.

#### النيكوتين
خلافا لداء كرون، فإن التهاب القولون التقرحي له معدل انتشار أقل لدى المدخنين من غير المدخنين. وقد أظهرت الدراسات التي تستخدم لصقات النيكوتين عبر الجلد تحسنا سريريا ونسيجيا. كما أن استخدام لصقات النيكوتين عبر الجلد دون إضافة العلاجات الأساسية الأخرى مثل ميسالازين لها معدلات حدوث الانتكاس مماثلة لاستخدام العلاجات الأساسية دون استخدام النيكوتين.

#### مكملات الحديد
يؤدي الفقدان التدريجي للدم من القناة الهضمية، بالإضافة إلى الالتهاب المزمن إلى فقر الدم، وتشير الدلائل الإرشادية المهنية إلى ضرورة المراقبة المنتظمة لفقر الدم عن طريق إجراء اختبارات للدم تتكرر كل ثلاثة أشهر في حالة المرض النشط، وسنويًا في حالة المرض المستقر. وتحسن السيطرة على المرض بشكل كاف عادة من فقر الدم في الأمراض المزمنة، ولكن ينبغي علاج فقر الدم بسبب نقص الحديد بمكملات الحديد. ويعتمد الشكل الذي يتم به العلاج على شدة فقر الدم وعلى الإرشادات التي يتم اتباعها. ينصح البعض باستخدام الحديد بالحَقن أولاً؛ لأن المرضى يستجيبون له بسرعة أكبر، وهو مرتبط بعدد أقل من الآثار الجانبية المعدية المعوية، ولا يرتبط بقضايا طواعية المريض، بينما يحتاج آخرون إلى استخدام الحديد عن طريق الفم أولاً، حيث يستجيب المرضى، وسيتحمل العديد منهم الآثار الجانبية. وتنص كل الدلائل الإرشادية على أنه يجب إعطاء الحديد بالحَقن في حالات فقر الدم الشديد (مستوى هيموجلوبين أقل من 100 جم/لتر).

### العلاج الجراحي
خلافا لداء كرون، يمكن بشكل عام علاج الجوانب المعوية من التهاب القولون التقرحي عن طريق الاستئصال الجراحي للأمعاء الغليظة، على الرغم من أن الأعراض خارج الجهاز الهضمي قد تستمر، وهو إجراء ضروري في حالة الاستنزاف، أو الانثقاب، أو السرطان المؤكد أو المشتبه به بدرجة كبيرة. ويُوصى بالجراحة أيضا للمرضى الذين يعانون من التهاب القولون الشديد أو تضخم القولون السام.
ويؤثر التهاب القولون التقرحي على أجزاء كثيرة من الجسم خارج الأمعاء. وفي حالات نادرة، قد تتطلب الأعراض غير المعوية للمرض إزالة القولون.

### فصل الكريات البيض
لا يزال فصل الكريات البيض يتطلب تجارب واسعة النطاق لتحديد ما إذا كان فعالا أم لا، ولكن النتائج من التجارب الصغيرة كانت إيجابية بشكل مبدئي.

### الطب البديل
يستخدم حوالي 21 ٪ من مرضى داء الأمعاء الالتهابي علاجات بديلة، وتُظهِر مجموعة متنوعة من العلاجات الغذائية نتائج واعدة، لكنها تحتاج إلى مزيد من البحث قبل التوصية بها.
- ميلاتونين: قد يكون مفيدا طبقا لأبحاث المختبر، والدراسات على الحيوانات والبشر.[50]
- الألياف الغذائية: في النباتات، مثل البراسيكا التي لها القدرة على شفاء القرح في الجهاز الهضمي عند تناولها دون طهيها.[51]
- زيت السمك وحمض الإيكوسابنتاينويك المشتق من زيت السمك: تثبط اللوكوترايينات المسؤولة عن العملية الالتهابية، ولكن لا يوجد دراسات نهائية تدعم استخدامها أو تحدد جرعتها، ولكن يُوصى باستخدام حمض الإيكوسابنتاينويك بجرعة من 180 إلى 1500 ملغ/يوم في أمراض أخرى خاصة التي لها علاقة بالقلب،[52] كما يحتوي زيت السمك على فيتامين د الذي يكون قليلا في كثير من مرضى داء الأمعاء الالتهابي.[53]
- يتم استخدام الأدوية العشبية من قبل المرضى الذين يعانون من التهاب القولون التقرحي.
- علاج الديدان الطفيلية هو استخدام النيماتودا الطفيلية المعوية لعلاج التهاب القولون التقرحي، ويقوم على الفرضية الصحية. وقد أظهرت الدراسات أن الديدان الطفيلية تُحسن وتكون أكثر فاعلية من الكورتيكوستيرويدات اليومية في منع التهاب القولون الناجم كيميائيا في الفئران.[54][55]
- قد يكون العلاج بالكركم بالتزامن مع تناول أدوية الميسالازين أو سلفاسالازين فعالا وآمنا للحفاظ على معافاة المرضى الذين يعانون من التهاب القولون التقرحي المستقر، ولكن لا يزال تأثير العلاج بالكركم وحده على التهاب القولون التقرحي المستقر غير معروف.[56]

## مضاعفات المرض
1. فقدان في الوزن والنحول العام
2. التهاب العين
3. التهاب المفاصل
4. تقرحات في الفم

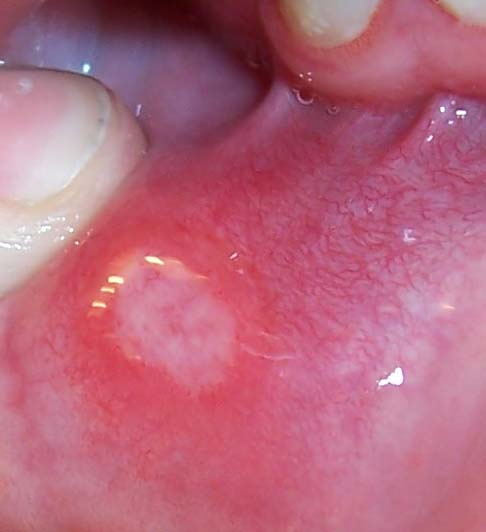
تقرح في الفم

5. ارتفاع إنزيمات الكبد والتهاب الكبد ونادرا تليفه
6. اضطرابات في النمو في مرحلة الطفولة
7. فقر دم شديد
8. توسعات سامة في القولون مترافقة مع التهاب الصفاق مع خطر تشكل ثقوب
9. خطر الإصابة بالسرطان: خطر التسرطن في حالة هذا المرض يرتبط مع درجة إصابة القولون ومدة الإصابة[57]

## مسار المرض
|                                        |                   | داء كرون  | إلتهاب القولون |
| -------------------------------------- | ----------------- | --------- | -------------- |
| العجز الغذائي                          | العجز الغذائي     | خطر مرتفع |                |
| خطر سرطان القولون                      | خطر سرطان القولون | بسيط      | متوسط          |
| نسبة المضاعفات خارج الجهاز الهضمي      |                   |           |                |
| التهاب القزحية/التهاب العنبية          | الإناث            | 2.2%      | 3.2%           |
| التهاب القزحية/التهاب العنبية          | الذكور            | 1.3%      | 0.9%           |
| التهاب الأقنية الصفراوية المصلب الأولي | الإناث            | 0.3%      | 1%             |
| التهاب الأقنية الصفراوية المصلب الأولي | الذكور            | 0.4%      | 3%             |
| التهاب الفقار المقسط                   | الإناث            | 0.7%      | 0.8%           |
| التهاب الفقار المقسط                   | الذكور            | 2.7%      | 1.5%           |
| تقيح الجلد الغنغريني                   | الإناث            | 1.2%      | 0.8%           |
| تقيح الجلد الغنغريني                   | الذكور            | 1.3%      | 0.7%           |
| الحمامى العقدية                        | الإناث            | 1.9%      | 2%             |
| الحمامى العقدية                        | الذكور            | 0.6%      | 0.7%           |

يتميز هذا المرض بفترات من التحسن تليها دورات مرضية عندما تشتعل الأعراض، وعادةً ما يكون لدى مرضى التهاب المستقيم أو التهاب الجانب الأيسر من القولون مسارا أكثر اعتدالًا، حيث يتطور المرض للناحية القريبة في 15٪ فقط من المرضى، ويتحسن ما يصل إلى 20٪ من الحالات دون أي علاج، بينما المرضى الذين يعانون من مرض أكثر انتشارا هم أقل عرضة لتقلص الإصابة، ومع ذلك فإن معدل التقلص مستقل عن شدة المرض.

### سرطان القولون والمستقيم
يزداد خطر الإصابة بسرطان القولون والمستقيم بشكل ملحوظ في المرضى الذين يعانون من التهاب القولون التقرحي بعد مرور عشر سنوات إذا كانت الإصابة خارج ثنية الطحال، بينما لا يكون لدى المرضى الذين يعانون من التهاب المستقيم فقط أو التهاب القولون السيني والمستقيم عادة أي خطر متزايد. ومن المستحسن أن يقوم المرضى بفحص القولون بالمنظار مع خزعات عشوائية للبحث عن خلل التنسج بعد ثمان سنوات من نشاط المرض، وذلك على فترات تتراوح من سنة إلى سنتين.

### التهاب الأوعية الصفراوية المصلب الابتدائي
التهاب القولون التقرحي له ارتباط كبير مع التهاب الأوعية الصفراوية المصلب الابتدائي، وهو اضطراب التهابي تدريجي للقنوات الصفراوية الصغيرة والكبيرة، حيث يصاب به ما يقرب من 5٪ من المرضى الذين يعانون من التهاب القولون التقرحي.

### الوفاة
لم تكشف الأبحاث عن أي اختلاف في المعدل الكلي لخطر الموت في المرضى الذين يعانون من التهاب القولون التقرحي من عامة الناس، وقد يكون توزيع سبب الوفاة مختلفًا عن توزيع عامة الناس. ويُعتقد أن المرض يؤثر في المقام الأول على جودة الحياة، وليس على مدى الحياة.

### سمات أخرى طويلة المدى
تشمل التغييرات التي يمكن رؤيتها في التهاب القولون التقرحي المزمن التحبب، وفقدان نمط الأوعية الدموية في الغشاء المخاطي، وفقدان الثنيات، وفقدان الصمام اللفائفي الأعوري، والجسور المخاطية، والتضيقات، والزوائد الكاذبة.

## انتشار المرض
التوزيع الجغرافي لمرضي التهاب القولون التقرحي وداء كرون متشابه في جميع أنحاء العالم مع وجود أعلى عدد من الحالات الجديدة في السنة من التهاب القولون التقرحي في كندا، ونيوزيلندا، واسكتلندا، والمملكة المتحدة، ويبدأ في الغالب بين سن 15 و 25 سنة، بينما تكون الذروة الثانية من بداية العقد السادس من العمر. وبشكل عام، توجد معدلات حدوث أعلى في المواقع الشمالية مقارنة بالمواقع الجنوبية في أوروبا والولايات المتحدة.
وكما هو الحال مع داء كرون، فإن معدلات حدوث التهاب القولون التقرحي تكون أكبر بين اليهود الأشكناز، وتتناقص تدريجيا في أشخاص آخرين من أصل يهودي، وغير القوقازيين غير اليهود، والأفارقة، وذوي الأصول الأسبانية، والآسيويين. ويحمي استئصال الزائدة الدودية قبل عمر 20 عامًا بسبب التهاب الزائدة الدودية واستخدام التبغ الحالي من تطور المرض (على الرغم من أن استخدام التبغ السابق يرتبط بزيادة خطر الإصابة بالمرض.)

### الولايات المتحدة
اعتبارا من عام 2004، كان عدد الحالات الجديدة من التهاب القولون التقرحي في الولايات المتحدة بين 2.2 و 14.3 لكل 100,000 في السنة، بينما يتراوح عدد الأشخاص المصابين في الولايات المتحدة بين 37 و246 لكل 100,000 شخص.

### كندا
في كندا، بلغ عدد الحالات الجديدة سنويا 12.9 لكل 100,000 من السكان أو 4500 حالة جديدة بين عامي 1998 و 2000. وقُدِّر عدد الأشخاص المتضررين بـ 211 لكل 100,000 أو 104,000 شخص.

### المملكة المتحدة
يُطور 10 من كل 100 ألف شخص ذلك المرض كل عام في المملكة المتحدة، في حين أن عدد الأشخاص المصابين هو 243 لكل 100,000 شخص. وتم تشخيص ما يقرب من 146,000 شخص في المملكة المتحدة بالتهاب القولون التقرحي.

## الأبحاث
لقد أظهر العلاج بالديدان الطفيلية باستخدام الدودة السوطية في تجربة منضبطة معشاة في ولاية أيوا فائدة في المرضى الذين يعانون من التهاب القولون التقرحي. ويختبر العلاج الفرضية الصحية التي تجادل بأن غياب الديدان الطفيلية من قولون المرضى في العالم المتقدم قد يؤدي إلى التهاب. ويحث كل من العلاج الديداني والعلاج البكتيري البرازي على استجابة خلايا تي المساعدة من الخلايا البيضاء في المناطق المريضة، والتي كانت غير متوقعة بالنظر إلى أن التهاب القولون التقرحي كان ينطوي على زيادة في إنتاج خلايا ني المساعدة.
أليكافورسين هو الجيل الأول من عديد النيكلوتيد منقوص الأوكسجين المصمم للارتباط على وجه التحديد مع رنا رسول جزيء لاصق بين الخلايا-1 (ICAM-1) البشري من أجل قمع التعبير عن الجزيء اللاصق بين الخلايا-1، وينشر ICAM-1 استجابة التهابية تشجع على تسرب وتفعيل الكريات البيض إلى الأنسجة الملتهبة. وقد لوحظ زيادة التعبير عن ICAM-1 داخل الغشاء المخاطي المعوي الملتهب لمرضى التهاب القولون التقرحي، حيث يرتبط زيادة إنتاج ICAM-1 مع نشاط المرض، ويشير ذلك إلى أن ICAM-1 هو هدف علاجي محتمل في علاج التهاب القولون التقرحي.
يمكن أن ترتبط البكتيريا إيجابية الجرام الموجودة في التجويف امتداد وقت الانتكاس لالتهاب القولون التقرحي.
وهناك سلسلة من العقاقير قيد التطوير تعمل على تعطيل عملية الالتهاب عن طريق استهداف قناة أيونية في شلال إشارات الالتهاب المعروف باسم KCa3.1. وفي دراسة ما قبل السريرية في الجرذان والفئران، عطَّل تثبيط KCa3.1 إنتاج السيتوكينات إنترلوكين 2 وعامل نخر الورم، وتراجع الالتهاب القولوني بشكل فعّال مثل السلفاسالازين.

## روابط خارجية
- التهاب القولون التقرحي على مشروع الدليل المفتوح